# Lara Flynn Boyle
Lara Flynn Boyle (Davenport, 24 de março de 1970) é uma atriz americana.

## Biografia
Boyle nasceu em Davenport, no estado americano de Iowa, filha de Sally Boyle. Embora tenha ascendência irlandesa católica, Boyle também tem um bisavô de origem italiana. Teria recebido o nome de Lara em homenagem a uma personagem do romance Doutor Jivago, de Boris Pasternak. Foi criada em Chicago, Illinois, e no estado de Wisconsin, e estudou e se formou pela Chicago Academy for the Arts.

## Carreira
O primeiro papel de Lara Flynn Boyle no cinema foi uma pequena participação em Ferris Bueller's Day Off (br: Curtindo a vida adoidado – pt: O rei dos gazeteiros), de 1986, que lhe rendeu um cartão do SAG - embora eventualmente suas cenas tenham sido deletadas do corte final do filme. Apareceu então na minissérie televisiva Amerika, de 1987, e nos filmes Poltergeist III, de 1988, e Dead Poets Society (br: Sociedade dos poetas mortos — pt: O clube dos poetas mortos), de 1989, antes de conseguir seu primeiro papel principal: o de Donna Hayward na série de televisão Twin Peaks, aclamada pela crítica especializada. Com o fim a série em 1991, o seu criador, David Lynch, produziu um filme, Twin Peaks: Fire Walk with Me; porém devido ao número de ofertas que passara a receber Boyle optou por não participar dele, e Moira Kelly assumiu o papel de Donna no filme.
Durante a década de 1990 Boyle conquistou um nome para si em Hollywood, estrelando em diversos filmes com variados graus de sucesso. Alguns dos seus papéis mais notáveis durante este período foram a obsessiva e acidentada Stacy, em Wayne's World (Quanto Mais Idiota, Melhor, de 1992), Heather, a adolescente frágil e desabrigada de Where The Day Takes You (1992), a secretária psicótica Suzanne de Red Rock West (1993), a exagerada e bem-resolvida sexualmente Alex, da comédia Threesome (1994) e Marianne Byron, a dona-de-casa maníaco-depressiva de Afterglow (1997). Neste mesmo ano Boyle fez testes para o papel-título da série Ally McBeal, de David E. Kelley; embora tenha perdido o papel para Calista Flockhart, a atriz causou uma impressão forte o suficiente em Kelley para que ele criasse especificamente para ela o papel de promotora pública-assistente Helen Gamble em sua outra série, The Practice. Lara Flynn Boyle permaneceu no programa até 2003 quando - numa tentativa dramática da emissora de cortar os gastos e revitalizar a série, ela foi demitida com boa parte do elenco. O papel de Helen lhe trouxe uma indicação para o Emmy, bem como diversas nomeações do elenco do programa para os prêmios do Screen Actors Guild. Eventualmente Boyle acabou fazendo uma participação especial em Ally McBeal, no papel de Helen.
Em 2002 teve um papel de destaque no filme blockbuster Men in Black II, como a vilã extraterrestre Serleena. Também fez outra participação especial num dos últimos episódios de Ally McBeal, dest vez como Tally Cupp, e teve um papel recorrente em diversos episódios da série Huff, como Melody Coatar, uma paciente instável, com distúrbios de personalidade e transtorno bipolar.
Em 2005 Boyle se juntou ao elenco de Las Vegas para sete episódios como Monica, uma nova proprietária de hotel. Também desempenhou o papel de Barbara Amiel no filme-realidade feito para a televisão, Shades of Black, sobre o controverso marido de Amiel, lorde Conrad Black. Em 2008 Lara fez uma participação especial como uma repórter ambiciosa envolvida com suspeitos de um assassinato no episódio "Submission" da série Law and Order.

## Vida pessoal

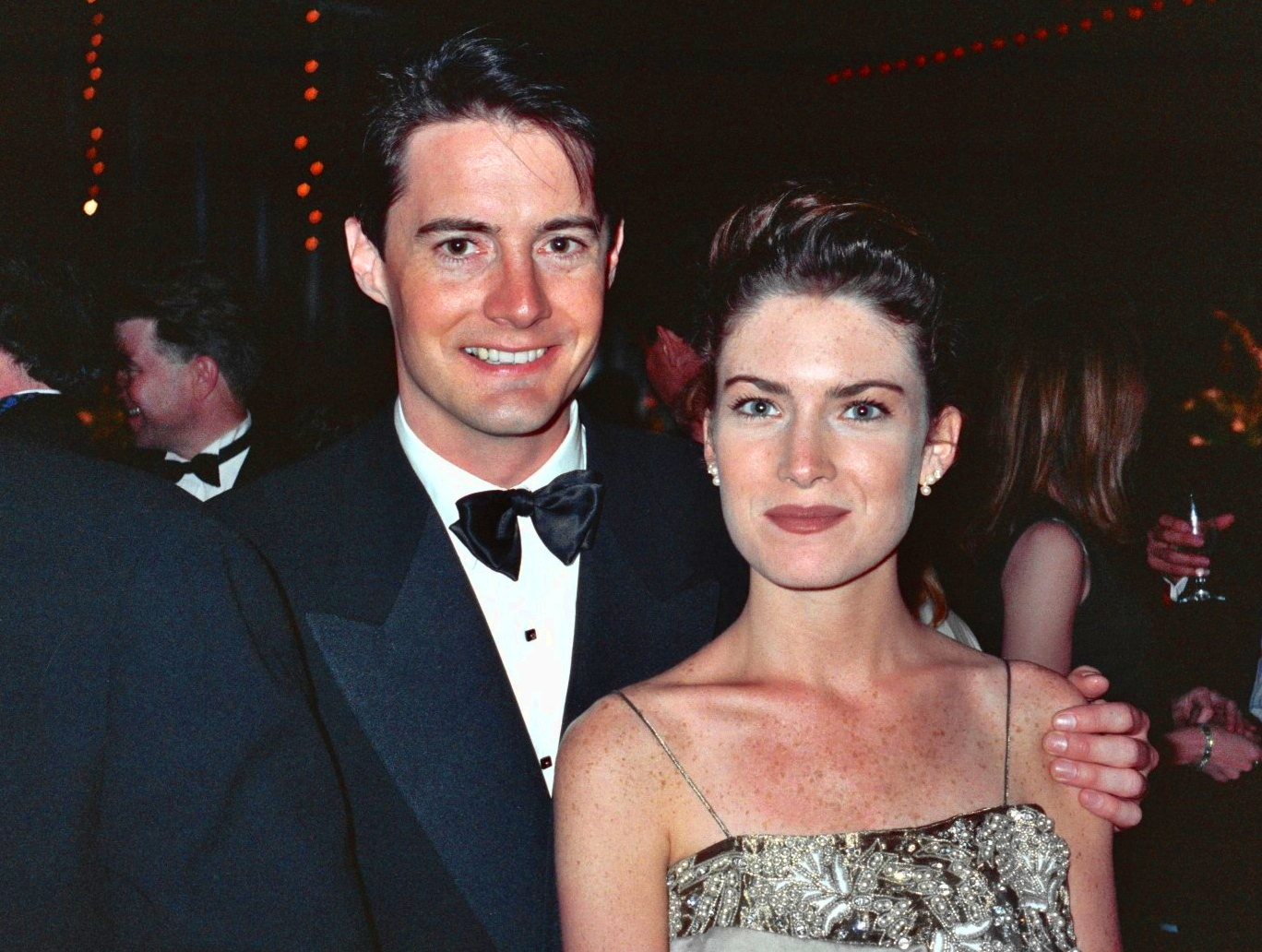
Boyle junto a Kyle MacLachlan (1990).

Boyle já esteve envolvida com os atores Jack Nicholson, Richard Dean Anderson, Kyle MacLachlan, David Spade e Eric Dane. Já foi casada por duas vezes; seu primeiro marido foi John Patrick Dee III, com quem se casou em 11 de agosto de 1996, e de quem se divorciou dois anos mais tarde. Seu marido atualmente é Donald Ray Thomas II, um investidor de imóveis, com quem se casou em 18 de dezembro de 2006 em San Antonio, Texas.
Boyle é disléxica. Sua mansão em Beverly Hills foi construída na década de 1920 como a residência dos criados de Pickfair, o antigo lar de Mary Pickford e Douglas Fairbanks.

## Filmografia
| Ano  | Título                                  | Papel                    | Notas                                                         |
| ---- | --------------------------------------- | ------------------------ | ------------------------------------------------------------- |
| 1986 | Ferris Bueller's Day Off                | Heather                  | Cenas deletadas                                               |
| 1988 | Poltergeist III                         | Donna Gardner            |                                                               |
| 1989 | Terror on Highway 91                    | Laura Taggart            | Filme para TV                                                 |
| 1989 | How I Got Into College                  | Jessica Kailo            |                                                               |
| 1989 | Dead Poets Society                      | Ginny Danburry           | Cenas deletadas                                               |
| 1989 | The Preppie Murder                      | Jennifer Levin           | Filme para TV                                                 |
| 1990 | The Rookie                              | Sarah                    |                                                               |
| 1991 | The Dark Backward                       | Rosarita                 |                                                               |
| 1991 | Mobsters                                | Mara Motes               |                                                               |
| 1991 | Eye of the Storm                        | Sandra Gladstone         |                                                               |
| 1991 | May Wine                                | Cammie                   | Filme para TV                                                 |
| 1992 | Where the Day Takes You                 | Heather                  |                                                               |
| 1992 | Wayne's World                           | Stacy                    |                                                               |
| 1992 | Equinox                                 | Beverly Franks           | Indicada -Independent Spirit Award for Best Supporting Female |
| 1993 | The Temp                                | Kris Bolin               |                                                               |
| 1993 | Red Rock West                           | Suzanne Brown/Ann McCord |                                                               |
| 1994 | Threesome                               | Alex                     |                                                               |
| 1994 | Past Tense                              | Tory Bass/Sabrina James  | Filme para TV                                                 |
| 1994 | Baby's Day Out                          | Laraine Cotwell          |                                                               |
| 1994 | The Road to Wellville                   | Ida Muntz                |                                                               |
| 1994 | Jacob                                   | Rachel                   | Filme para TV                                                 |
| 1995 | Cafe Society                            | Pat Ward                 |                                                               |
| 1996 | The Big Squeeze                         | Tanya Mulhill            |                                                               |
| 1997 | Red Meat                                | Ruth                     |                                                               |
| 1997 | Farmer & Chase                          | Hillary                  |                                                               |
| 1997 | Afterglow                               | Marianne Byron           |                                                               |
| 1998 | Since You've Been Gone                  | Grace Williams           | Filme para TV                                                 |
| 1998 | Happiness                               | Helen Jordan             |                                                               |
| 1998 | Susan's Plan                            | Betty Johnson            |                                                               |
| 2000 | Chain of Fools                          | Karen                    |                                                               |
| 2002 | Men in Black II                         | Serleena                 | Indicada -Razzie Award for Worst Supporting Actress           |
| 2003 | Speaking of Sex                         | Dr. Emily Paige          |                                                               |
| 2006 | Land of the Blind                       | Primeira dama            |                                                               |
| 2006 | Fwiends.com                             | Yuppie girl              | Curta-metragem                                                |
| 2006 | The House Next Door                     | Col Kennedy              | Filme para TV                                                 |
| 2006 | Shades of Black: The Conrad Black Story | Barbara Amiel            | Filme para TV                                                 |
| 2007 | Have Dreams, Will Travel                | Mrs. Reynolds            |                                                               |
| 2009 | Baby on Board                           | Mary                     |                                                               |
| 2009 | Life Is Hot in Cracktown                | Betty McBain             |                                                               |
| 2010 | Cougar Hunting                          | Kathy                    |                                                               |
| 2013 | Hansel & Gretel Get Baked               | Witch Agnes              |                                                               |